# Przetoka dializacyjna

Przetoka Cimino-Brescia

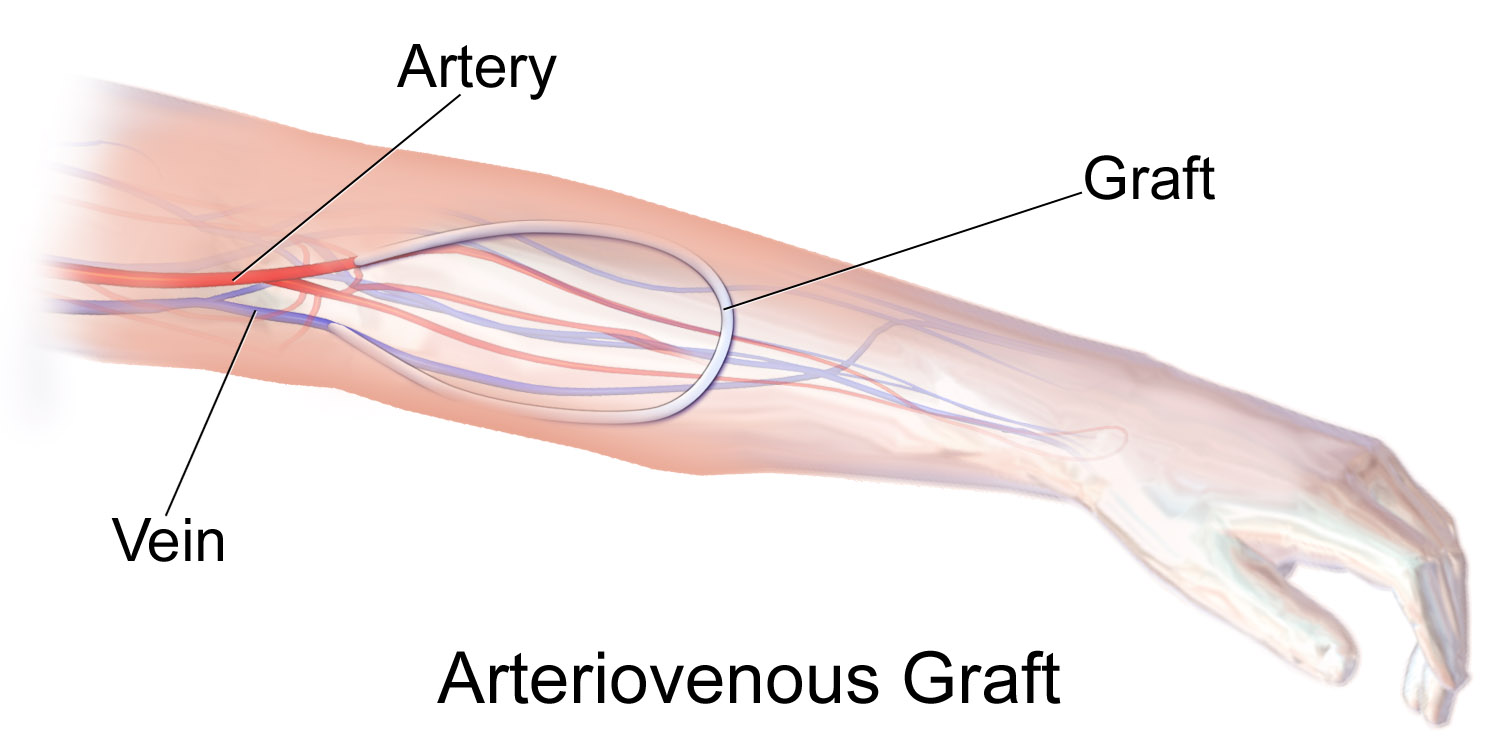
Przetoka tętniczo-żylna (przetoka dializacyjna) z Gore-Texu do hemodializy

Przetoka dializacyjna (ang. Cimino fistula, także Cimino-Brescia fistula) – chirurgicznie wytworzona przetoka tętniczo-żylna w celu uzyskania dostępu naczyniowego do hemodializy. Zazwyczaj jest to chirurgicznie utworzone połączenie między tętnicą promieniową (A. radialis) z żyłą przedramienia (najczęściej żyła odpromieniowa - V. cephalica) w obrębie kończyny górnej. Przetoka została wprowadzona po raz pierwszy przez Jamesa E. Cimino, oraz jego współpracownika Michaela Brascia w 1966 i jest stosowana w terapii przewlekłej dializy jako jedna z najpopularniejszych metod dostępu naczyniowego. Pacjenci są podłączani za pomocą nakłucia tego połączenia do zewnętrznych urządzeń filtrujących krew.

## Technika chirurgiczna
Najczęstszą lokalizacją przetoki jest dystalna część przedramienia w okolicy nadgarstka. Przed operacją należy sprawdzić naczynia na obu kończynach za pomocą ultrasonografii dopplerowskiej i od tego zależy dalszy przebieg postępowania.
Dostęp do naczyń uzyskuje się poprzez nacięcie skóry o długości ok. 3–5 cm na końcu przedramienia, po stronie kciuka. Następnie lokalizuje się i uwidacznia żyłę, a w następnym etapie preparuje się tętnicę. Żyła musi być oddzielona od otaczającej tkanki łącznej w takim stopniu, aby można było ją bez napięcia przenieść do tętnicy. Następnie żyłę zaciska się kleszczykiem naczyniowm, odcina na dystalnym końcu i płucze roztworem soli fizjologicznej z heparyną. Następnie zaciska się tętnicę i otwiera ją krótkim, podłużnym nacięciem. Żyłę przyszywa się do tętnicy koniec do boku z jak najmniejszą rotacją, tj. bez skręcania żyły wokół własnej osi, po czym ponownie zwalnia się zaciski na naczyniach. Żyła powinna teraz szybko napełnić się krwią tętniczą, co można zaobserwować po znacznym zwiększeniu światła. Palcem można wyczuć pulsujący szmer maszynowy. Po sprawdzeniu szczelności zespolenia ponownie zaszywa się nacięcie skóry i osłuchuje operowany obszar stetoskopem. Powinien być słyszalny szmer nad przetoką.
Istnieje wiele modyfikacji przetoki Cimino  przez łączenie innych żył kończyn, łącznie z wszczepieniem protezy naczyniowej.